# Риу, Руй
Руй Ферна́нду да Си́лва Ри́у (порт. Rui Fernando da Silva Rio; род. 6 августа 1957, Порту) — португальский политик, экономист и финансовый менеджер, мэр Порту в 2002—2013 годах. В 2018—2022 годах — председатель Социал-демократической партии. Проводил левоцентристский курс, во многом сходный с политикой Соцпартии. Отказался от партийного руководства после поражения на выборах 2022.

## Происхождение
Родился в семье богатого коммерсанта. Предки Руя Риу обосновались в Порту с XVIII века. Занимались они торговлей либо финансовыми операциями. Прадед Руя Риу по отцовской линии заведовал казной городского совета Порту. Дед Руя Риу был известен как оптовый торговец металлом. Отец получил бизнес по наследству, занимался финансами и инвестициями.
Отношения Руя с отцом — человеком авторитарного склада — были сложными. В раннем детстве Руй потерял брата. Добрые отношения в семье поддерживал с матерью.

## Активность и взгляды в юности
Среднее образование Руй Риу получил в Deutsche Schule zu Porto — Немецкой школе Порту. Этот опыт, а также конфликты с отцом, активировали у Руя протестный потенциал личности, неприятие строгой дисциплины и любой формы диктатуры, иногда вплоть до нигилизма. С детства Руй Риу увлекался спортом — футболом, хоккеем, автовождением. Организовал вокруг себя компанию подростков для спортивных игр.
Руй рано увлёкся политикой, отверг для себя салазаристское Новое государство с одной стороны и реальный социализм с другой. Позиционировался как социал-демократ, сторонник идей Вилли Брандта.
После Апрельской революции 1974 года окончил экономический факультет Университета Порту. Был председателем студенческой ассоциации университета — первой послереволюционной студенческой организации, которая не находилась под влиянием компартии.
Отец намеревался отправить Руя Риу на работу в ФРГ. Этот план не был реализован — Руй Риу посчитал себя недостаточно строгим и дисциплинированным для жизни в Германии.

## Работа в бизнесе
Получив диплом экономиста, Руй Риу поступил работать на текстильную фабрику. После призывной службы в португальской армии работал на металлургическом заводе. Затем перешёл в банковский сектор.
Руй Риу был членом правления финансовой группы Banco Comercial Português. Курировал операции на финансовом рынке и подготовку банковских кадров. Являлся также финансовым директором крупного лакокрасочного предприятия Corporação Industrial do Norte, занимал должности в кадровой службе Boyden Portugal, инновационно-консалтинговом агентстве Neves de Almeida HR Consulting. Приобрёл широкую известность и авторитет в деловом мире Севера Португалии.

## Политик, депутат, мэр
Политически Руй Риу стоял на позициях социал-либерализма, одного из возможных прочтений идеологии Франсишку Са Карнейру. Состоял в молодёжной организации Социал-демократической партии (СДП).
В 1991, 1995, 1999 годах избирался депутатом Ассамблеи республики. Был вице-председателем парламентской группы СДП, курировал экономические вопросы. В 1996—1997 Руй Риу — генеральный секретарь СДП при председателе Марселу Ребелу ди Соза. В 2002—2005 и 2008—2010 — заместитель председателей партии Жозе Мануэла Баррозу, Педру Сантана Лопеша, Мануэлы Феррейра Лейте.
В 2001 году Руй Риу был избран мэром Порту как кандидат СДП. Дважды — в 2005 и 2009 годах — переизбирался значительным большинством голосов, уверенно опережая кандидатов Социалистической партии. Являлся мэром Порту до октября 2013 года — дольше, чем кто-либо в истории города. Сокращал расходы на управленческий аппарат, лично вникал в различные стороны городской жизни. Был популярен среди горожан.
С другой стороны, авторитарный стиль управления Риу вызывал жёсткие протесты радикальной общественности. Особенно острый конфликт вызвала политика мэра в области футбола, расторжение традиционных официальных связей городской администрации с ФК Порту.
С 2003 по 2005 Руй Риу председательствовал в союзе городов атлантического побережья Португалии и Галисии. Возглавлял Институт Са Карнейру в Порту.
Руй Риу награждён рядом орденов Португалии, Германии, Ватикана, Венгрии, Польши, Эстонии, Норвегии, Австрии, города Порту.

## Председатель партии

### Избрание
В октябре 2017 года Руй Риу заявил о намерении баллотироваться в председатели СДП (этому предшествовал самоотвод Педру Пасуша Коэлью). От правого крыла партии выдвинулся Педру Сантана Лопеш.
13 января 2018 состоялись выборы нового председателя СДП. В прямом голосовании могли участвовать все члены партии, но воспользовалась этим правом примерно пятая часть. Значительное большинство либо предпочли воздержаться, либо не выполнили процедурных формальностей. При голосовании победу одержал Руй Риу: 27,7 тысяч голосов — около 54 %, против 19,2 тысяч (более 45 %) за Сантана Лопеша.

### Взгляды
Руй Риу — противник курса жёсткой экономии, проводимого Пасушем Коэлью, сторонник большей социальной ориентированности в экономической политике. Он менее склонен к защите традиционных ценностей, выступает за либерализацию семейно-бытовых отношений, в частности, за разрешение абортов. Он высказывался также в пользу сотрудничества с Соцпартией. Некоторые комментаторы охарактеризовали курс Руя Риу как эволюцию СДП от правоцентризма к левоцентризму. Руй Риу рассматривается как «реальный социал-демократ» во главе партии, которая далеко не всю свою историю соответствовала своему названию. При этом Риу провозглашает свою приверженность политическому наследию и заветам основателя партии Франсишку Са Карнейру.

### Связь
Многие комментаторы утверждают, что победу Руя Риу во внутрипартийной борьбе организовал мэр Овара Салвадор Мальейру — влиятельный амбициозный политик, претендующий на руководство партией, членство в правительстве и депутатство в Европарламенте. Положение Салвадора Мальейру при Руе Риу характеризуется как роль «серого кардинала», Ришельё или Распутина и считается противоречащим лозунгам Риу об этическом очищении политики.

### Переизбрания
СДП потерпела серьёзное поражение парламентских выборах 2019 года. Правое крыло партии возложило ответственность на председателя Риу с его левоцентристским курсом, уступками и сближением с правящими социалистами. Встал вопрос о смене лидера. Однако на внутрипартийных выборах в январе 2020 Руй Риу набрал больше голосов, нежели кандидат правых Луиш Монтенегру (по мнению некоторых комментаторов, важную роль в этом вновь сыграл Салвадор Мальейру). После подведения итогов он заявил о сохранении стабильности партии и продолжении прежнего курса
.

## Отставка
Перед выборами 2022 года Руй Риу подвергался критике за «левый уклон» (особенно в экономической политике) и сближение позиций с Соцпартией. Лидер СДЦ—НП Франсишку Родригеш душ Сантуш образно характеризовал партию Риу как «брата, отдалившегося от семьи и ушедшего в компанию левых». Ещё жёстче критиковал лидера СДП бывший однопартиец Андре Вентура — вышедший из партии в знак протеста против политики Риу и создавший крайне правую партию Chega. Со своей стороны, Риу заявлял, что при выборе между СП и Chega предпочтёт социалистов.
На выборах 30 января 2022 за СДП проголосовали около 1,5 млн избирателей — примерно 29 %. Убедительную победу одержала правящая СП, завоевавшая абсолютное большинство парламентских мандатов. Небольшой рост доли голосов, поданных за СДП, не компенсировал поражения. При этом значительный подъём показали партии Chega и Либеральная инициатива, активно конкурирующие с СДП. Добиться мобилизации правого электората, подобно консолидации левых вокруг премьера-социалиста Антониу Кошта, Риу не удалось. Харизматичный праворадикал Вентура провозгласил конец мягкой оппозиции, связанной с именем Риу, и пообещал жёсткое противостояние правящим социалистам.
Ответственность за электоральную неудачу СДП Руй Риу принял на себя и заявил о своей отставке. Обозреватели отметили, что «его миссия не удалась», но оценили твёрдость, с которой он встретил поражение. На внутрипартийных выборах 28 мая 2022 преемником Руя Риу во главе СДП избран Луиш Монтенегру.

## Частная жизнь
Руй Риу женат на учительнице Лидии Азеведу, имеет дочь Марту. Увлекается технической и экономической литературой, жизнеописаниями Педру IV, поэзией Гёте и Шиллера.
Известен экономным стилем жизни, строгостью в личных расходах. Имеет репутацию человека, который не любит возражений. Среди черт характера Руя Риу отмечается редкая работоспособность, доходящая до трудоголизма.